# Suzanne Willems
Suzanne Marieke Willems (Gendringen, 24 mei 1975) is een Nederlandse beeldhouwer.

## Leven en werk
Suzanne Willems volgde de opleiding architectonische vormgeving en monumentaal aan de Hogeschool voor de Kunsten Arnhem. Tijdens haar opleiding won zij de eerste prijs in een prijsvraag met een ontwerp voor vijf leeuwen op zuilen, als poortwachters aan de invalswegen van Hengelo.
Na haar opleiding werkte Willems van 1998 tot 2000 in de vakgroep tuin- en landschapsinrichting van de Internationale Agrarische Hogeschool Larenstein, van 2001 tot 2003 in het Architectuurcafé (het huidige CASA) in Arnhem, in 2002 in het Europees Keramisch Werkcentrum in Den Bosch, en in 2003 in bronsgieterij Beeldenstorm in Eindhoven.
Voor haar beelden in de openbare ruimte laat zij zich inspireren door de geschiedenis, de ruimtelijke situatie en de gebruikers van de plaats van bestemming, waardoor een plaatsgebonden ontwerp ontstaat. De materiaalkeuze is afhankelijk van de opdracht. Zo kunnen ook straatmeubilair en beplanting onderdeel zijn van het ontwerp. Haar werk is meestal figuratief met soms een humoristische en relativerende inslag.
Naast opdrachten maakt Willems vrij werk. Zij combineert keramiek vaak met zachtere materialen.

## Werken in de openbare ruimte (selectie)
- Vijf leeuwen, langs de toegangswegen van Hengelo (1997)
- Stokstaartjes, Rotonde Zonnedauw / Jhr. P.A. Reuchlinlaan, Tiel (1997)
- Vliegende vissen, in de vijver van het stadhuis van Oudewater (1998)
- Kopse gevel Bijlmerflat, Amsterdam (1998)
- Zo hond, zo baas, Blauwe Kamer, Arnhem (1999)
- Hollands Landschap, Zoetermeer (1999)
- De wolvin en de eik, Wolvenplein, Utrecht (2001)
- Honderd betoverde kikkers, landgoed Warnsborn bij Arnhem (2001)
- De kikkerkoning, Park Sonsbeek, Arnhem (2001)
- Gedachtenroutes, Heemskerk / Beverwijk (2005)
- Zaanse huisjes, Zaanstad (2007)
- Gevouwen bootje en Vissenrek, Stichting Vrijburcht, IJburg, Amsterdam (2007)
- Koeienkoppen, Veemarkt / Houtkampstraat, Doetinchem (2009)
- Vissen, IJburg (2020)

Stokstaartjes, Tiel
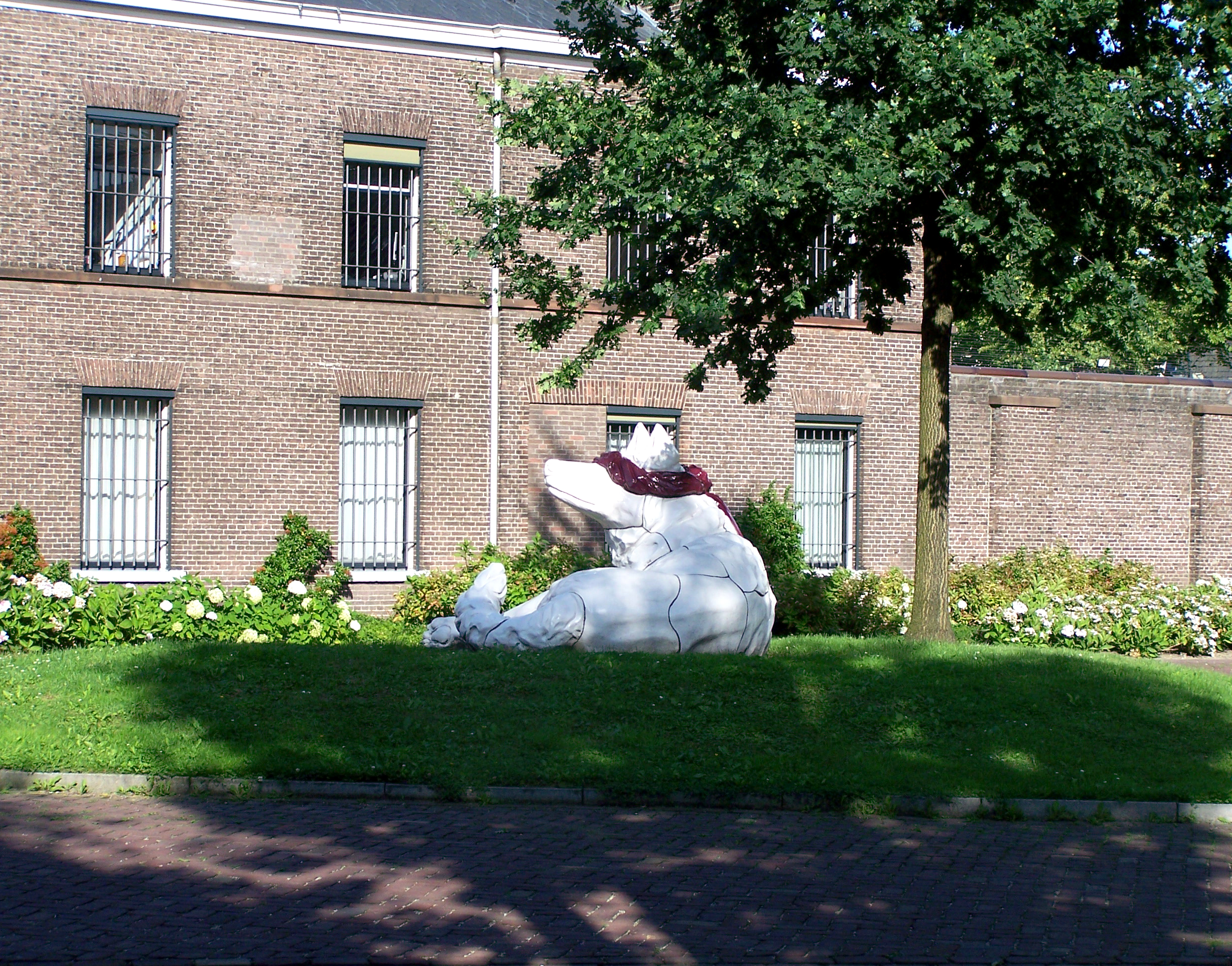
De wolvin en de eik, Utrecht
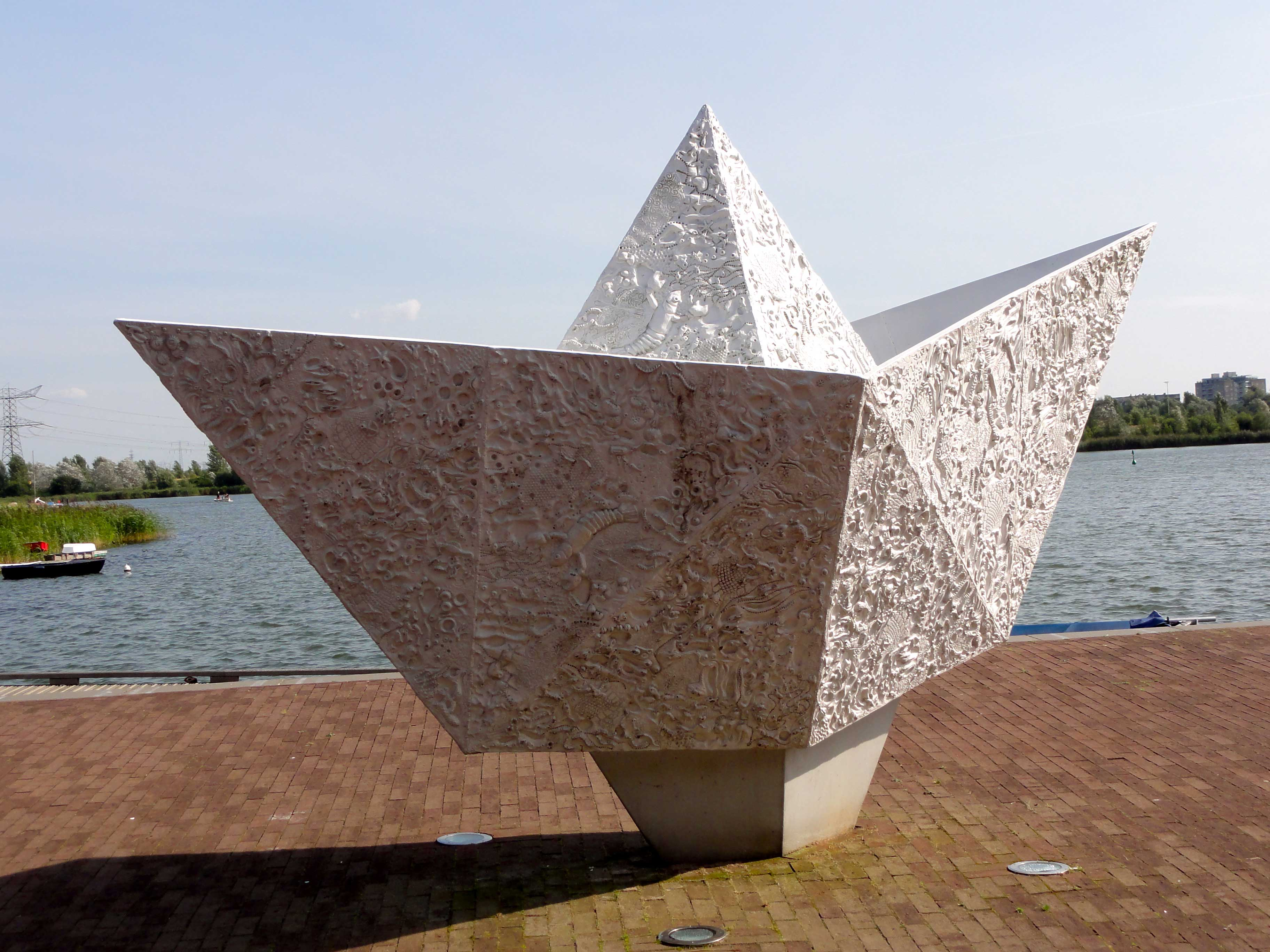
Gevouwen bootje, Amsterdam
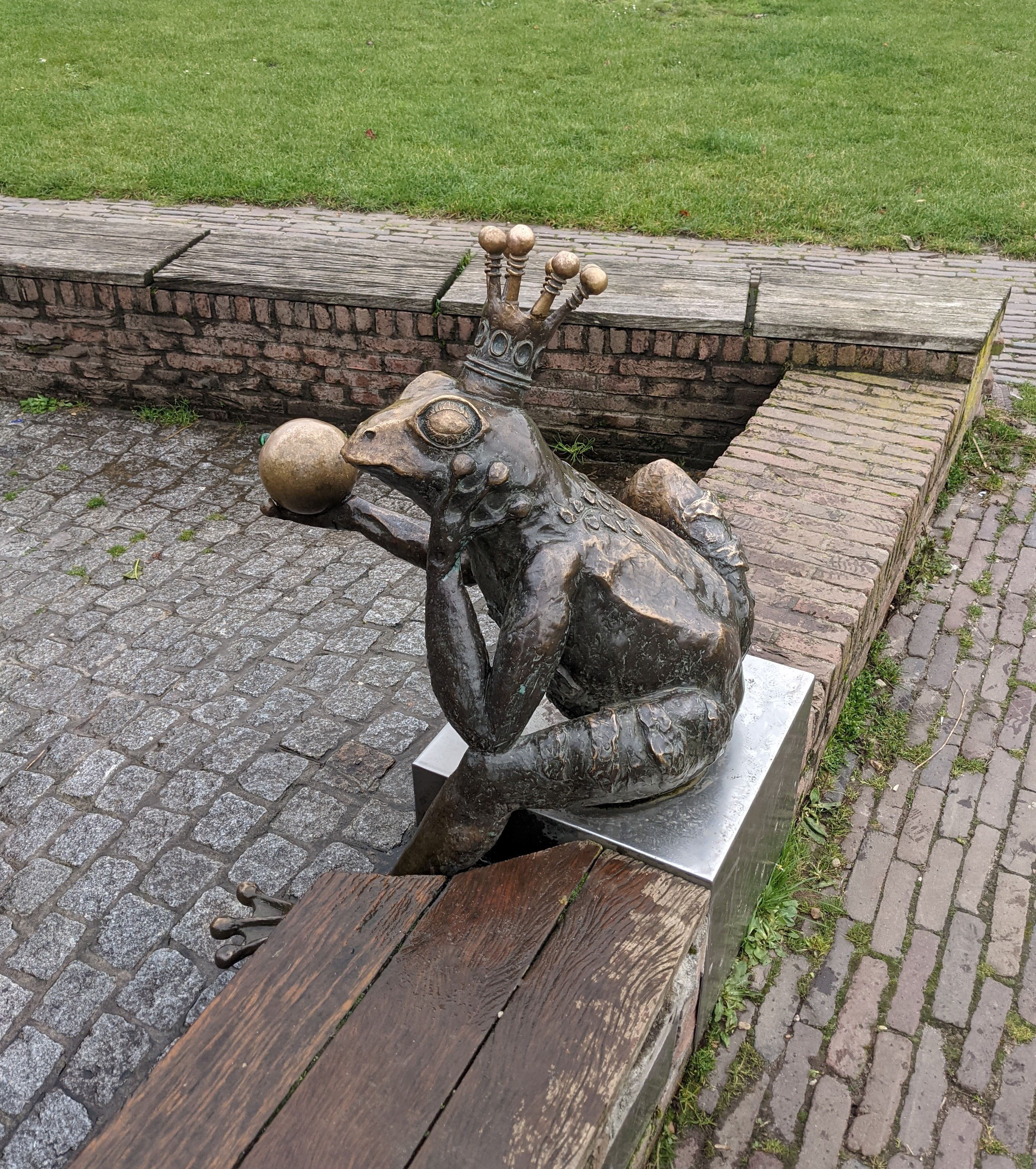
De kikkerkoning, Arnhem
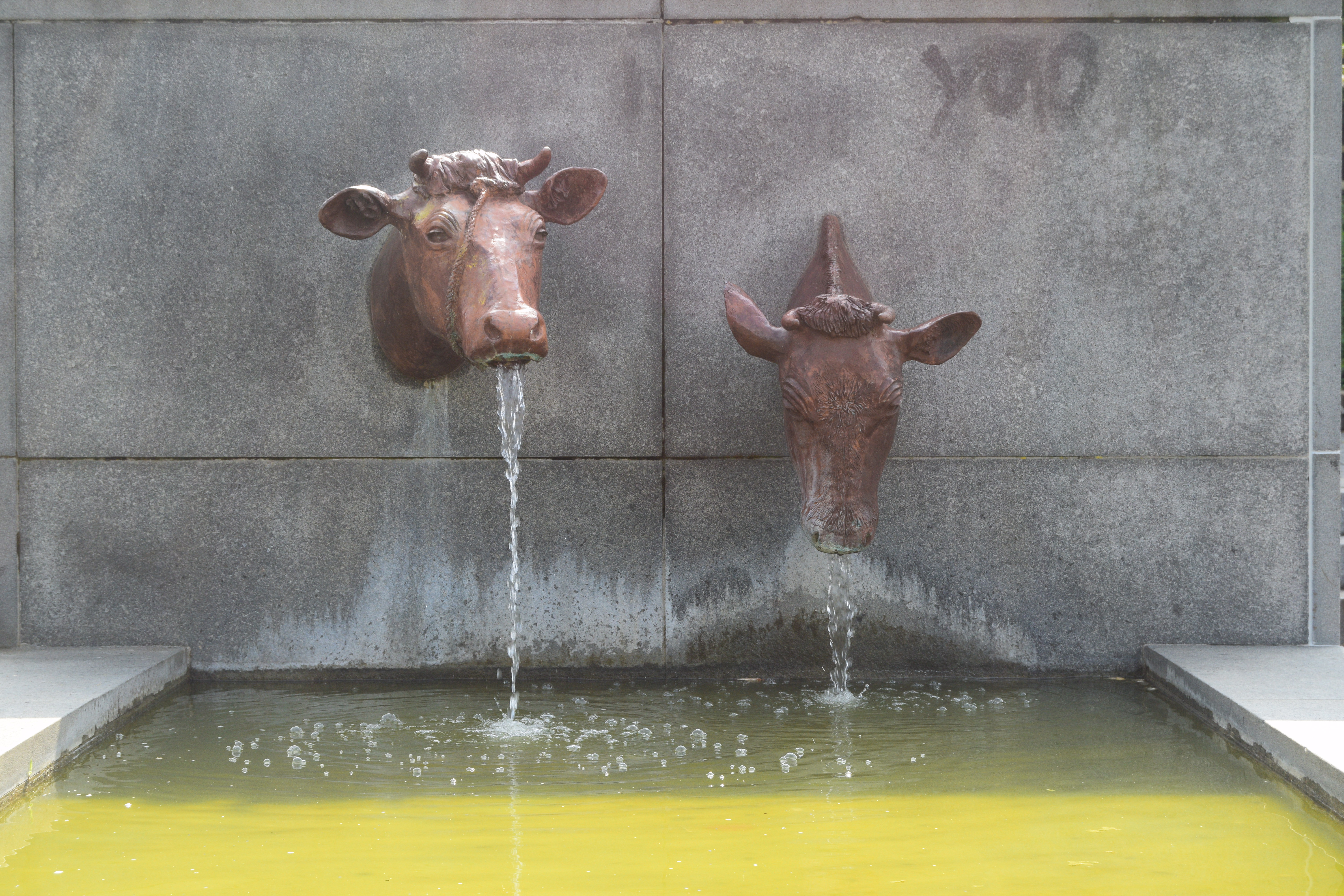
Koeienkoppen, Doetinchem
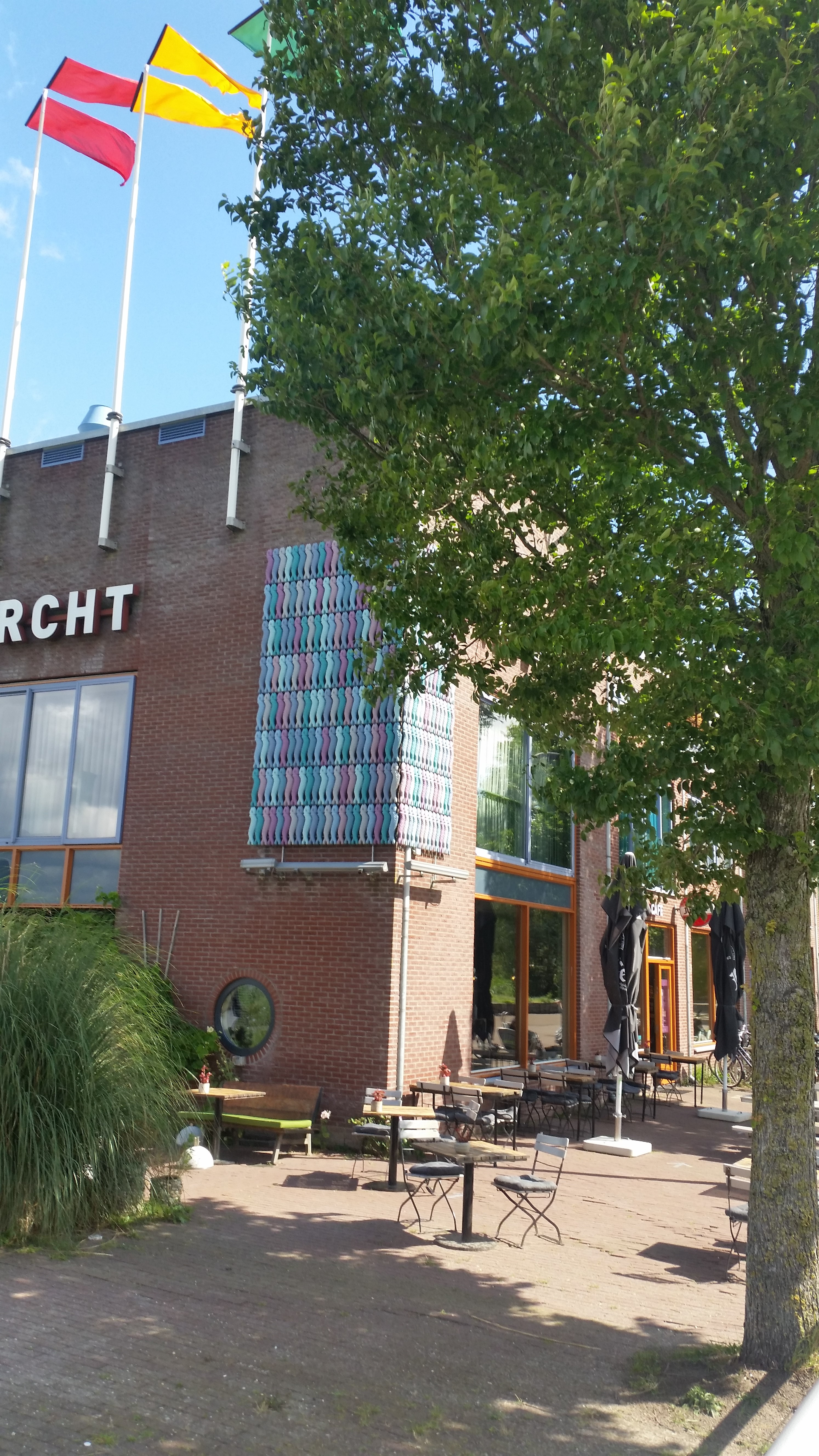
Vissen, Amsterdam